# Kvalrossbukta

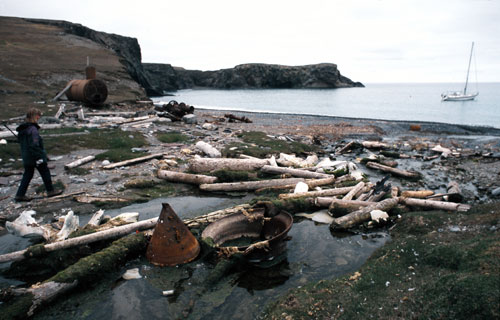
Rester av valjakt i Kvalrossbukta.

Karta över Bjørnøya med Kvalrossbukta i sydöst.

Kvalrossbukta, också känd som Hvalrossbukta, är en bukt på den sydöstra sidan av Bjørnøya i Svalbard.

## Mänsklig verksamhet
Kvalrossbukta är inte skyddad från vindar, men har trots det varit en viktig ankarplats för fiskefartyg på Bjørnøya, där det annars finns få bra hamnar och angöringsplatser.
Liksom andra bra angöringsplatser på Svalbard har Kvalrossbukta använts för mänsklig verksamhet från 1600-talets jakt fram till dagens turism. Förr i tiden jagades valross här och Kvalrossbukta har även haft en valfångststation, som dock lades ned 1908 på grund av minskad fångst.

## Kulturminnen
I dalen invid Kvalrossbukta finns resterna av valfångststationen som lades ned 1908 samt rester från en tysk väderobservationsstation, kallad "Taaget", från andra världskriget. Det finns även tydliga spår av valrossjakt samt två gravar av okänt ursprung. Turister landsätts ofta i Kvalrossbukta och kulturminnena där är därför utsatta för slitage.